# 聖西里爾和美多德主教座堂

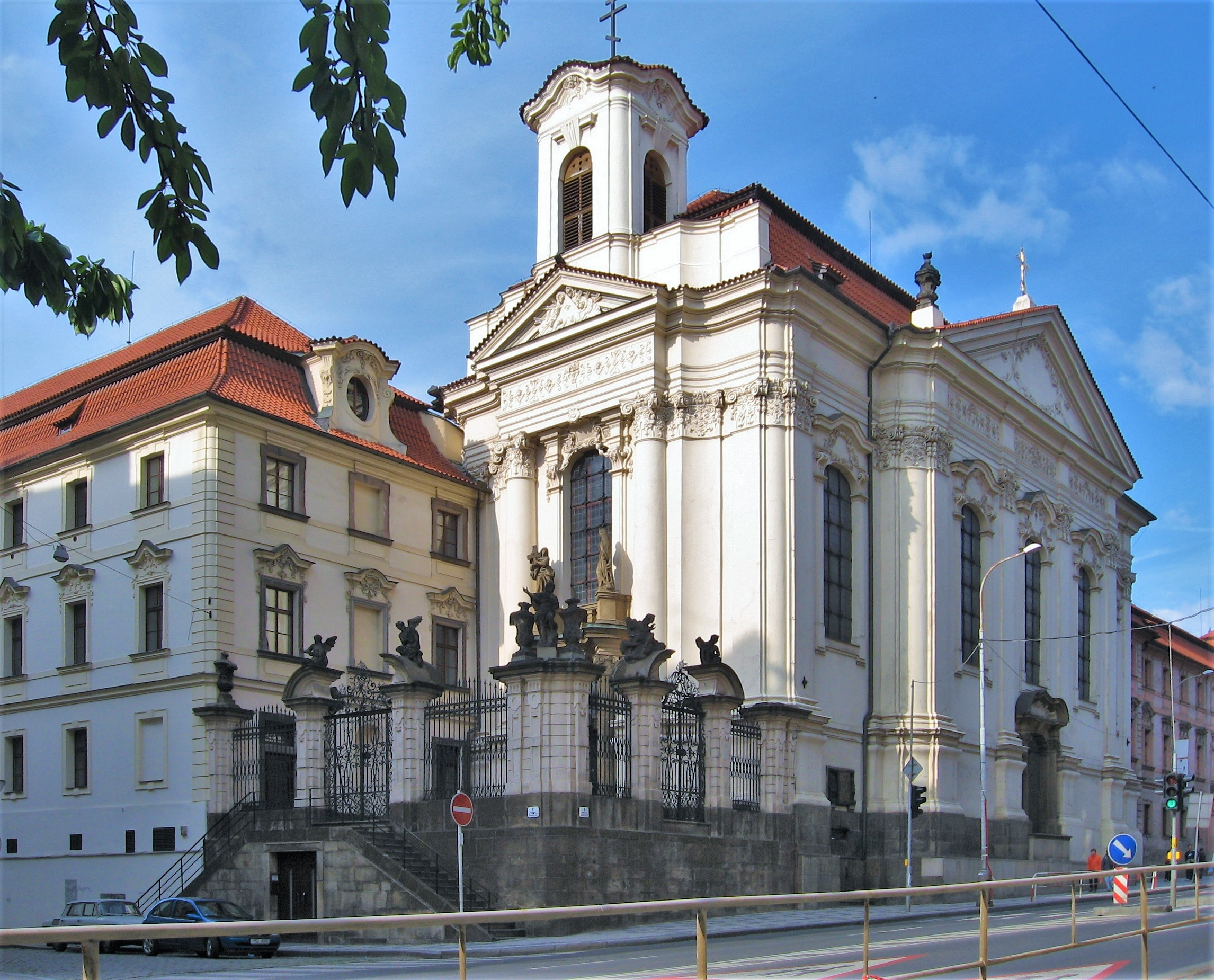

聖西里爾和美多德主教座堂是位於捷克首都布拉格新城區的一座東正教主教座堂。聖西里爾和美多德大教堂是捷克和斯洛伐克正教會的主要教堂。現在的教堂修建於1730年至1736年期間。因1942年，布拉格東正教戈拉茲德主教（Bishop Gorazd of Prague，1879 -1942）曾於此教堂地窖藏匿暗殺納粹德國黨衛隊首長賴因哈德·海德里希的捷克刺客而聞名。後戈拉茲德主教與當時教堂的2名東正教神父被納粹槍決，教堂則被關閉，直到捷克被盟軍解放才重新使用。

## 外部連結
- Detailed report regarding the attack on the church and the killing of the assassins – with numerous photographs （页面存档备份，存于）
- Orthodox Wiki: Ss. Cyril and Methodius Cathedral (Prague, Czech Republic) （页面存档备份，存于）